# Florentius
Flavius Florentius (vers 422-451) est un haut dignitaire de l'Empire romain d'Orient, particulièrement influent sous Théodose II et jusqu'au début du règne de Marcien.

## Biographie
Originaire de Syrie, il est mentionné en novembre 422 comme préfet urbain de Constantinople.
Après avoir détenu plusieurs hautes fonctions administratives, dont peut-être la préfecture du prétoire d'Illyrie, il occupe le poste de préfet du prétoire d'Orient du 21 avril 428 au 11 février 430, ce qui en fait l'un des fonctionnaires les plus puissants. A ce titre, il obtient les honneurs du consulat en 429. En 438 et 439, il redevient préfet du prétoire d'Orient. A cette époque, le pouvoir impérial décide de fermer les bordels, privant le Trésor public de revenus non négligeables, ce que Florentius compense en donnant plusieurs de ses propriétés à l'Etat. 
Au milieu des années 440, il est encore mentionné deux fois comme préfet du prétoire, probablement d'Orient. Entre 444 et 448, il reçoit le titre de patrice et dirige une commission impériale chargée d'enquêter sur les vues théologiques d'Eutychès, dont l'influence est alors croissante.
Après la mort de Théodose II en 450, Florentius garde une influence forte sur la politique impériale sous Marcien. Il est mentionné comme participant à plusieurs sessions du concile de Chalcédoine en 451 et conseille l'empereur avec d'autres dignitaires comme Anatolius, le dissuadant notamment de soutenir la rébellion des Arméniens contre les Sassanides, craignant le déclenchement d'une guerre à grande échelle face à la puissance moyen-orientale. Il est d'ailleurs envoyé comme ambassadeur auprès du souverain sassanide pour réaffirmer le désir de paix des Romains.